# 井上正幸 (ラグビー指導者)
井上 正幸（いのうえ まさゆき、1975年4月2日 - ）は、日本のラグビー指導者、元ラグビー選手。

## プロフィール
- 大阪府出身[2]。
- ポジションはスタンドオフ(SO)。
- 身長 168cm、体重 62kg
- ニックネームはオルソで由来は自身の勤務先で医療系製品を扱う「オルソテック」から[3]。

## 来歴
中学校からラグビーを始めた。
府立大東高校卒業後、大阪体育大学に入る。
大阪体育大学卒業後、オルソテックに入社。1998年、くすのきクラブを創設。
その後、兵庫医科大学・京都成章高校などのコーチを経て、2016年、大阪体育大学のスポットコーチに就任。翌2017年、ヘッドコーチに昇格。
2019年、大阪体育大学のヘッドコーチを退任。
2021年、7人制日本代表林大成と協力して日本ラグビーの環境格差縮小のため、YouTubeで「らぐびーくえすと」配信。

## 著作
- これまでになかったラグビー戦術の教科書 （カンゼン、2020年2月）ISBN 978-4-86255-546-5
- これまでになかったラグビー防御戦術の教科書 （カンゼン、2021年2月）ISBN 978-4-86255-583-0